# Alimmainen Salmijärvi
Alimmainen Salmijärvi eller Salmijärvi är en sjö i Finland. Den ligger i kommunen Kuusamo i landskapet Norra Österbotten, i den norra delen av landet, 700 km norr om huvudstaden Helsingfors. Alimmainen Salmijärvi ligger 279,8 meter över havet. Arean är 24 hektar och strandlinjen är 5,56 kilometer lång. Sjön  ingår i Kemi älvs huvudavrinningsområde. 